# Papežská komise pro Městský stát Vatikán
Papežská komise pro Městský stát Vatikán (italsky Pontificia Commissione per lo Stato della Città del Vaticano, latinsky Pontificia Commissio pro Civitate Vaticana) je úřad, který v zastoupení přestavuje nejvyšší zákonodárnou moc v Městském státu Vatikán. Zákonodárná moc je dle zákona v rukou papeže, který ji ovšem deleguje právě na členy papežské komise.
Papežská komise byla založena roku 1939 papežem Piem XII. a v současnosti je její činnost ukotvena v Základním zákonu státu Vatikán z roku 2023.
Komisi tvoří kardinál prezident (který je současně prezidentem governatorátu a má tak i nejvyšší moc výkonnou) a dalších šest kardinálů, jmenovaných papežem na pětileté období. Schválené zákony a nařízení musí být potvrzeny papežem, následně jsou publikovány ve věstníku Acta Apostolicae Sedis.
V období sedisvakance úřad prezidenta papežské komise zaniká, prezident se ovšem spolu s kardinálem státním sekretářem a kardinálem komořím (camerlengo) stává členem komise, která přejímá některé povinnosti hlavy státu až do doby zvolení nového papeže.

## Současní členové
K roku 2024
| Pozice    | kardinál                        | Země               | Ostatní funkce                                                              |
| --------- | ------------------------------- | ------------------ | --------------------------------------------------------------------------- |
| Prezident | kardinál Fernando Vérgez Alzaga | Itálie             | Prezident Governatorátu městského státu Vatikán                             |
| Členové   | kardinál Kevin J. Farrell       | Irsko              | Camerlengo svaté římské církve Prefekt Dikasteria pro laiky, rodinu a život |
| Členové   | kardinál Robert Francis Prevost | Peru               | Prefekt Dikasteria pro biskupy                                              |
| Členové   | kardinál Claudio Gugerotti      | Itálie             | Prefekt Dikasteria pro východní církve                                      |
| Členové   | kardinál Leonardo Sandri        | Argentina          | Viceděkan kardinálského kolegia                                             |
| Členové   | kardinál Arthur Roche           | Spojené království | Prefekt Dikasteria pro bohoslužbu a svátosti                                |
| Členové   | kardinál Mauro Gambetti         | Itálie             | Generální vikář Jeho Svatosti pro Vatikánské město                          |